# Baniana retrorsa
Baniana retrorsa là một loài bướm đêm trong họ Erebidae.